# Euphorbia australis
Euphorbia australis är en törelväxtart som beskrevs av Pierre Edmond Boissier. Euphorbia australis ingår i släktet törlar, och familjen törelväxter. Inga underarter finns listade i Catalogue of Life.